# Yves Deschamps
Pour les articles homonymes, voir Deschamps.
Yves Deschamps est un monteur et chef monteur de cinéma. Il est connu pour son travail de monteur sur Les Choristes (2004), Ils appellent ça un accident (1982), La lune dans le caniveau (1983) et Poussière d'ange (1987).

## Biographie
Yves Deschamps commence sa carrière comme monteur de cinéma en 1971.
Il collabore avec différents réalisateurs dont François Reichenbach, Jean-Jacques Beineix,Pierre Jolivet, Edouard Niermans, Jacques Perrin, Xavier Gélin, et Christophe Barratier pour Les Choristes et Faubourg 36.
En 1981 il coréalise Ils appellent ça un accident avec Nathalie Delon.
Il rencontre Orson Welles et travaille sur l’un de ses derniers projets De l’autre côté de vent, laissé inachevé par Welles puis achevé par Peter Bogdanovich et sorti en 2018.

## Filmographie
- 1980 : Anthracite d'Édouard Niermans
- 1981 : La Puce et le Privé de Roger Kay
- 1981 : Ils appellent ça un accident (coréalisé avec Nathalie Delon)
- 1983 : La Lune dans le caniveau de Jean-Jacques Beineix (en collaboration avec Monique Prim)
- 1985 : Elsa, Elsa de Didier Haudepin
- 1986 : Prunelles Blues de Jacques Otmezguine
- 1987 : Hôtel du Paradis de Jana Boková
- 1988 : Genève de François Reichenbach
- 1991 : Écrans de sable de Randa Chahal Sabbag
- 1991 : Annabelle partagée de Francesca Comencini
- 1994 : Le Bateau de mariage de Jean-Pierre Améris
- 1995 : Les Enfants de Lumière, coréalisateur avec Jacques Perrin
- 1997 : Amour et Confusions de Patrick Braoudé
- 1997 : L'Homme idéal de Xavier Gélin
- 1998 : En plein cœur de Pierre Jolivet
- 1999 : Ma petite entreprise de Pierre Jolivet
- 2001 : Mortel Transfert de Jean-Jacques Beineix
- 2003 : Filles uniques de Pierre Jolivet
- 2004 : La Vie comme elle va de Jean-Henri Meunier
- 2004 : Les Choristes de Christophe Barratier
- 2006 : Quatre Étoiles de Christian Vincent
- 2007 : Je crois que je l'aime de Pierre Jolivet
- 2008 : Faubourg 36 de Christophe Barratier
- 2008 : La Très Très Grande Entreprise de Pierre Jolivet
- 2011 : Michel Petrucciani (documentaire) de Michael Radford
- 2011 : La Nouvelle Guerre des boutons de Christophe Barratier
- 2012 : Y'a pire ailleurs de Jean-Henri Meunier (documentaire)
- 2012 : Captive de Brillante Mendoza
- 2015 : Jamais de la vie de Pierre Jolivet
- 2015 : L'Hermine de Christian Vincent
- 2016 : L'Outsider de Christophe Barratier
- 2018 : Volontaire d'Hélène Fillières
- 2019 : Victor et Célia de Pierre Jolivet
- 2021 : Le Temps des secrets de Christophe Barratier

## Nominations et récompenses
- Nommé avec Nathalie Delon au Festival du film de Taormine pour Ils appellent ça un accident en 1982